# Il fanciullino

Il fanciullino est une œuvre de Giovanni Pascoli, divisée en 20 chapitres. Le texte le plus connu, publié pour la première fois en 1897, est celui du livre Giovanni Pascoli: Pensieri e discorsi, Bologne, 1907 (la dernière publication du poète). Une note de l'auteur à la fin de l'ouvrage indique que « les premiers chapitres de ce dialogue ont été publiés il y a dix ans dans Il Marzocco, revue culturelle du début du XXe siècle ».